# Sandra Gairy
Sandra Gairy (født 13. april 1966) er en tidligere dansk atlet medlem af Odense Freja og fra 1987 i Sparta Atletik.
Sandra Gairy är uddannet Cand.ling.merc. og engelsk translatør og tolk fra Copenhagen Business School og ansat på Novo Nordisk.

## Danske mesterskaber
- Sølv 1996 800 meter 2,10,07
- Bronze 1995 800 meter 2,10,25
- Guld 1995 800 meter inde 2,15,32
- Guld 1994 800 meter 2,12,48
- Bronze 1994 400 meter 57,18
- Bronze 1993 400 meter 59,40
- Bronze 1991 400 meter 57,06
- Sølv 1990 800 meter 2,08,47
- Bronze 1990 400 meter 56,08
- Guld 1990 800 meter inde 2,19,10
- Sølv 1989 200 meter 25,24
- Bronze 1989 400 meter 57,05
- Sølv 1987 800 meter 2,14,38
- Bronze 1987 400 meter 57,82
- Bronze 1985 400 meter 56,47

## Personlige rekorder
- 400 meter: 56,08 1990
- 800 meter: 2,07,53 1995